# 36 Pułk Zmechanizowany Legii Akademickiej
36 Pułk Zmechanizowany Legii Akademickiej – dawny oddział zmechanizowany Sił Zbrojnych RP. Oddział istniał w okresie transformacji ustrojowej.
Powstał w  1990 w wyniku przeformowania na pułk zunifikowany  36 Łużyckiego pułku zmechanizowanego .
Wchodził w skład 8 Drezdeńskiej Dywizji Zmechanizowanej, a potem 8 Dywizji Obrony Wybrzeża.
Stacjonował w garnizonie Trzebiatów.

## Skład organizacyjny

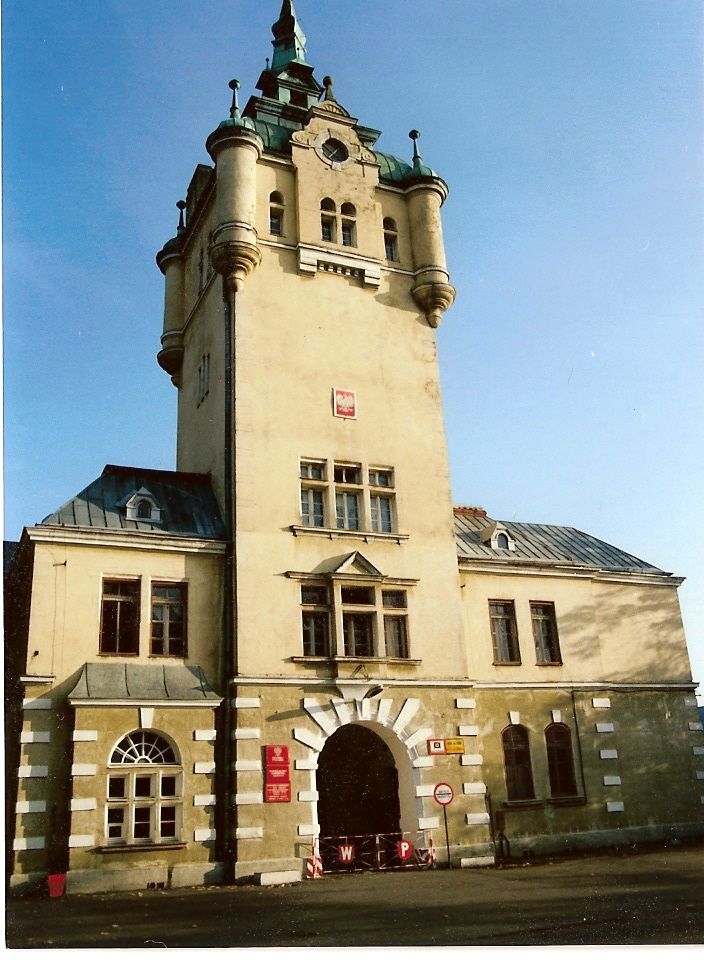
Brama wjazdowa do pułku

- Dowództwo
- Sztab
- kompania łączności
- pluton regulacji ruchu
- 1 batalion zmechanizowany
- 2 batalion zmechanizowany[1]
- 1 batalion czołgów
- 2 batalion czołgów
- dywizjon artylerii samobieżnej
- dywizjon przeciwlotniczy
- bateria przeciwpancerna
- kompania saperów
- kompania rozpoznawcza
- kompania zaopatrzenia
- kompania remontowa
- kompania medyczna
- pluton chemiczny

## Dowództwo
- dowódca - ppłk Piotr Czerwiński
- zastępca dowódcy - mjr dypl. Mirosław Szyłkowski
- szef sztabu - mjr dypl. Ireneusz Rydzyński
- kwatermistrz - mjr dypl. Rudkowski

## Przeformowanie
W 1994 przekształcony w 3 Brygadę Pancerną. Następnie zmieniono numer brygady na 36, by w końcu przekształcić ją w jednostkę zmechanizowaną o nazwie 36 Brygada Zmechanizowana im. Legii Akademickiej
Na początku lat 90. XX w. na bazie 2 batalionu zmechanizowanego funkcjonowała Szkoła Podoficerska i Młodszych Specjalistów szkoląca załogi BWP-1 dla potrzeb innych jednostek.

## Przekształcenia
39 Pułk Piechoty → 39 Zmotoryzowany Pułk Piechoty → 39 Pułk Zmechanizowany → 36 Łużycki Pułk Zmechanizowany →  36 Pułk Zmechanizowany Legii Akademickiej → 3 Brygada Pancerna → 36 Brygada Pancerna → 36 Brygada Zmechanizowana → 3 batalion zmechanizowany Legii Akademickiej